# Lenticularis
Lenticularis (av latin: lens = lins), förkortning len, är en molnart som används för moln som i formen liknar en lins eller en mandel. De har vanligen skarpa yttre konturer, ibland med irisering. På grund av sin ovanliga form har de ibland misstagits för ufon.
Moln av arten lenticularis är oftast väl avskilda från omgivningen. De bildas ofta bakom ett högre hinder såsom berg, där fukten i luften kondenseras. Ibland förekommer de som pärlemormoln. Vid Medelhavet är lenticularis ett särskilt indicium för en mistral. Beteckningen lenticularis förekommer hos huvudmolnslagen Cirrocumulus, Altocumulus eller Stratocumulus beroende på höjden molnet befinner sig på. På svenska förekommer benämningen linsmoln som huvudsakligen betecknar altocumulus lenticularis.

## Cirrocumulus lenticularis
Förkortning: Ci len. Cirrocumulus lenticularis består av ofta mycket utdragna, linsformade flak på hög höjd.

## Altocumulus lenticularis
Förkortning: Ac len. Altocumulus lenticularis består av mycket utdragna, linsformade flak med klart avgränsade konturer. Flaken består av tätt sammanförda element eller en mer utjämnad enhet.

## Stratocumulus lenticularis

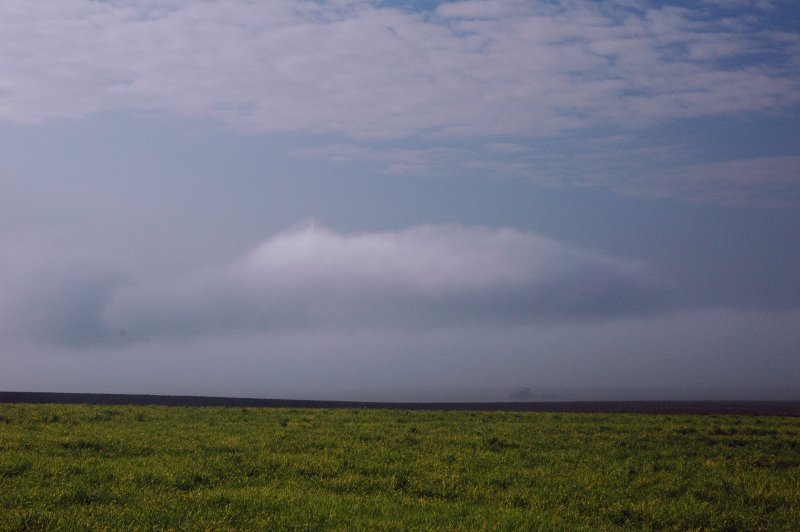
Stratocumulus lenticularis

Förkortning Sc len. Linsformen hos stratocumulus är ovanlig.